# Bonaventura da Savignano
Bonaventura da Savignano (Savignano, ... – Bologna, 1295) è stato un giurista e politico italiano.

## Biografia
Era figlio di Guido (?-1265), bolognese di parte guelfa. Nel periodo 1232-1238 ottenne il dottorato in ius civile e successivamente in dottore in legge con studio in Bologna. Nel 1238 fu nominato professore di diritto canonico e quindi podestà di Bologna.
Nel 1261 risultava iscritto come cavaliere all'Ordine dei Frati della Beata Gloriosa Vergine Maria. Nel 1266 prestò fedeltà al vescovo di Modena Matteo Pio, che lo rincompensò con la concessione del feudo di Savigno.
Testò nel 1291 e  morì nel 1295.

## Discendenza
Bonaventura sposò  Zolitta Aigoni, dalla quale ebbe:
- Guido
- Petrecina
- Tommasina (?-1265)